# توسانية
توسانية (الاسم العلمي: Toussaintia)، جنس نباتات مُزهرة من فصيلة القشديات. تشمل أربعة أنواع. جميعها إفريقية.
الأنواع
- Toussaintia congolensis
- Toussaintia hallei
- Toussaintia orientalis
- Toussaintia patriciae[1]